# Margareta Niculescu
Margareta Niculescu (Iași, 4 de enero de 1926 — Charleville-Mézières, 19 de agosto de 2018) fue una artista, marionetista y directora de teatro rumana. Contribuyó a la renovación, desde la década de los 50, del arte de los títeres en Europa y el resto del mundo. Fue directora del Teatro Țăndărică en Bucarest. Del 2000 al 2004 fue presidenta de la Asociación Internacional de Títeres en Charleville-Mezieres, en Ardenas, y cofundadora con Jacques Felix, la Escuela Nacional de Artes Títeres de esa ciudad. En 1978 ganó el Premio Erasmus junto con otros destacados titiriteros Yves Joly, Peter Schumann y los hermanos Napoli. 

## Biografía
Niculescu descubrió las marionetas que dirigió su arte teatral hacia este aspecto. El teatro de marionetas no estaba estructurada ni profesionalizado en Romania y tan solo unos grupos de artistas se dedicaban a las marionetas procedentes de la tradición cultural.
En la misma época, el Partido Comunista Rumano tomó el poder y abolió la monarquía, proclamando la República Socialista de Rumania el 30 de diciembre de 1947. Luego, el Partido creó una nueva red de instituciones culturales controladas por el Estado. Como parte de este esfuerzo, Niculescu fue invitada por el Ministerio de Cultura rumano para ayudar a llevar los títeres a un nuevo nivel como teatro nacional. En este nuevo campo, Niculescu comenzó sus estudios en el Instituto de Teatro y Artes Cinematográficas (IATC), y luego se convirtió en directora del Teatro Țăndărică de Bucarest. En ese momento tenía 23 años y permaneció en este cargo desde 1949 hasta 1986. Como directora, recibió el Premio Erasmus en nombre del grupo en 1978, cuando fue reconocido por ser "un teatro colorido e imaginativo que ha tenido una fértil influencia en el teatro de títeres de la posguerra".
En 1985–1986, después de 37 años como directora del Teatro Țăndărică Theater, Niculescu (con Jacques Felix) lanzó el Instituto Internacional de Marionetas en Ardennes. tres años después, nuevamente con Felix, fundó la Escuela Nacional de Marionetas en Charleville Mezieres, donde fue directora entre 1987 y 1998.

## Obras
- Světové loutkářství : současné loutkové divadlo slovem i obrazem, 1966, en checo.
- The puppet theatre of the modern world; an international presentation in word and picture, UNIMA, 1967, onglés y alemán.
- Puppentheater der Welt; zeitgenössisches Puppenspiel in Wort und Bild, UNIMA, 22 reprints 1965 – 1968 en alemán.
- Marionnettes du monde entier : théâtres de marionnettes contemporains, UNIMA, 1967, francés.
- L'avant-garde et la marionnette, 1988, francés.
- Die Avantgarde und das Figurentheater, 1993, en alemán.
- Marionnettes en territoire brésilien, Festival mondial des théâtres de marionnettes, 1994, en francés.
- Passeurs et complices, Institut international de la marionnette, en francés e inglés, 2009.